# Helion
Adam Albinsson, känd under artistnamnet Helion, född 12 oktober 1997 i Tibro, är en svensk diskjockey och musikproducent.
Helion började sin karriär i Sverige Helion har haft stor framgång med sin låt I Follow Rivers som släpptes under 2020. I Follow Rivers har i dagsläget sålt 1x guld i Sverige och har toppat spotifylistor i Norden med över 20 miljoner lyssningar. Helion har i dagsläget över 200 miljoner spelningar på Spotify.

## Diskografi

### Singlar
- 2019 - eoh med Helion
- 2019 - Cool Kids med Helion, Alfons, Olympis
- 2020 - Candy Shop med Helion, Olympis, Mike Emilio, IRMA, James Wilson
- 2020 - TiK ToK med Helion
- 2020 - I Follow Rivers med Helion, Vigiland Mike Emilio
- 2021 - Raindrops med Helion, Violet Days
- 2021 - Make Lemonade med Helion
- 2021 - Got You med Helion, Joe Killington

### Artistsamarbeten
- 2019 - Cool Kids med Alfons
- 2020 - I Follow Rivers med Vigiland, Mike Emilio
- 2021 - Raindrops med Violet Days
- 2021 - Got You med Joe Killington

### Remixer
- 2020 -  BONNIE X CLYDE - Love Is Killing Me (Helion Remix)
- 2021 -  Mako - Again (Helion Remix)